# Dichtesortierer
Ein Dichtesortierer (andere Bezeichnungen: Cleaner, Wirbelschleuder, Rohrschleuder oder Hydrozyklon) dient in der Papierindustrie zum Beseitigen von Störstoffen. Das Stoffwassergemisch hat etwa eine Dichte von 1,3 bis 1,4 g/cm³. Für Holzsplitter gilt, dass ihre Dichte bei unter 1 g/cm³ liegt, Sand (ca. 2,4 g/cm³) und kleine Metallstücke haben wiederum eine höhere Dichte als das Gemisch. Somit kann man diese Störstoffe mittels ihrer Dichteunterschiede abtrennen, und zwar entweder über mehrere nacheinander geschaltete Sortierer (z. B. mit nachgeschaltetem Drucksortierer) oder über eine phasenweise getaktete Fahrweise mit unterschiedlicher Drehzahl.
In der industriellen Kartoffelverarbeitung werden Steine aus angelieferten Kartoffeln mit Hilfe eines Dichtesortierers abgetrennt. Die spezifisch schwereren Steine konzentrieren sich in Wasser unten, die spezifisch leichteren Kartoffeln schwimmen eher oben.
Dichtesortierer gehören zu den Aufbereitungsmaschinen.

## Funktionsweise
Das Gemisch wird durch einen tangentialen Einlauf oben in einen nach unten zulaufendes Rohr geleitet. Die Geschwindigkeit ist abhängig von der Druckdifferenz zwischen Ein- und Durchlauf. Durch die Form entsteht genügend Zentrifugalkraft um die einzelnen Komponenten zu trennen. Durch verschiedene Öffnungen werden dann die Komponenten abgeführt.

Stoffströme: Einlauf (schwarz), Gutstoff (ocker) und Spuckstoff (rot)
Stoffströme: Einlauf (schwarz), Gutstoff (ocker) und Spuckstoff (rot)
Stoffströme: Einlauf (schwarz), Gutstoff (ocker), Schwerschmutz-Spuckstoff (rot) und Leichtschmutz-Spuckstoff  (grau)